# Magyarország a 2009-es úszó-világbajnokságon
Magyarország az olaszországi Rómában megrendezett 2009-es úszó-világbajnokság egyik részt vevő nemzete volt. Az ország a világbajnokságon 53 sportolóval képviseltette magát, akik összesen 2 arany-, 1 ezüst- és 3 bronzérmet nyertek.

## Versenyzők száma
| Sportág, szakág | Magyar résztvevő | Magyar résztvevő | Magyar résztvevő |
| Sportág, szakág | Férfi            | Nő               | Össz.            |
| Úszás           | 8                | 8                | 16               |
| Hosszútávúszás  | 2                | 1                | 3                |
| Műugrás         | 0                | 4                | 4                |
| Szinkronúszás   | –                | 4                | 4                |
| Vízilabda       | 13               | 13               | 26               |
|                 |                  |                  |                  |
| Összesen        | 23               | 30               | 53               |

## Érmesek
| Érem      | Versenyző      | Versenyszám                 |
| --------- | -------------- | --------------------------- |
| Aranyérem | Gyurta Dániel  | férfi 200 m-es mellúszás    |
| Aranyérem | Hosszú Katinka | női 400 m-es vegyes úszás   |
| Ezüstérem | Cseh László    | férfi 200 m-es vegyes úszás |
| Bronzérem | Cseh László    | férfi 400 m-es vegyes úszás |
| Bronzérem | Hosszú Katinka | női 200 m-es vegyes úszás   |
| Bronzérem | Hosszú Katinka | női 200 m-es pillangóúszás  |

## Úszás
Férfi
| Versenyző                                          | Versenyszám                | Előfutam | Előfutam | Előfutam | Elődöntő | Elődöntő | Elődöntő | Döntő   | Döntő     |
| Versenyző                                          | Versenyszám                | Idő      | Hely.    | Össz.    | Idő      | Hely.    | Össz.    | Idő     | Helyezés  |
| -------------------------------------------------- | -------------------------- | -------- | -------- | -------- | -------- | -------- | -------- | ------- | --------- |
| Bernek Péter                                       | 200 m gyorsúszás           | 1:48,24  | 3.       | 25.      | kiesett  | kiesett  | kiesett  | kiesett | kiesett   |
| Bernek Péter                                       | 400 m gyorsúszás           | 3:49,43  | 1.       | 24.      |          |          |          | kiesett | kiesett   |
| Bernek Péter                                       | 200 m hátúszás             | 1:59,65  | 7.       | 24.      | kiesett  | kiesett  | kiesett  | kiesett | kiesett   |
| Cseh László                                        | 200 m vegyes úszás         | 1:56,34  | 1.       | 1.       | 1:55,18  | 2.       | 2.       | 1:55,24 | Ezüstérem |
| Cseh László                                        | 400 m vegyes úszás         | 4:10,33  | 1.       | 2.       |          |          |          | 4:07,37 | Bronzérem |
| Gyurta Dániel                                      | 50 m mellúszás             | 28,41    | 8.       | 54.      | kiesett  | kiesett  | kiesett  | kiesett | kiesett   |
| Gyurta Dániel                                      | 100 m mellúszás            | 1:00,26  | 1.       | 20.      | kiesett  | kiesett  | kiesett  | kiesett | kiesett   |
| Gyurta Dániel                                      | 200 m mellúszás            | 2:08,71  | 2.       | 2.       | 2:08,08  | 3.       | 4.       | 2:07,64 | Aranyérem |
| Kis Gergő                                          | 400 m gyorsúszás           | 3:45,68  | 4.       | 8.       |          |          |          | 3:46,30 | 6.        |
| Kis Gergő                                          | 200 m vegyes úszás         | 1:58,48  | 3.       | 7.       | 1:58,11  | 5.       | 8.       | 1.59,32 | 8.        |
| Kis Gergő                                          | 400 m vegyes úszás         | 4:10,99  | 2.       | 3.       |          |          |          | 4:10,40 | 5.        |
| Kovács Norbert                                     | 200 m pillangóúszás        | 1:59,64  | 3.       | 37.      | kiesett  | kiesett  | kiesett  | kiesett | kiesett   |
| Povázsai Zoltán                                    | 100 m gyorsúszás           | 50,73    | 10.      | 76.      | kiesett  | kiesett  | kiesett  | kiesett | kiesett   |
| Povázsai Zoltán                                    | 200 m gyorsúszás           | 1:50,08  | 10.      | 48.*     | kiesett  | kiesett  | kiesett  | kiesett | kiesett   |
| Szele Dávid                                        | 50 m mellúszás             | 28,47    | 10.      | 56.      | kiesett  | kiesett  | kiesett  | kiesett | kiesett   |
| Takács Krisztián                                   | 50 m gyorsúszás            | 21,71    | 3.       | 7.       | 21,65    | 4.       | 8.**     | kiesett | kiesett   |
| Takács Krisztián                                   | 50 m pillangóúszás         | 23,97    | 7.       | 38.      | kiesett  | kiesett  | kiesett  | kiesett | kiesett   |
| Cseh László Bernek Péter Povázsai Zoltán Kis Gergő | 4 × 200 m váltó gyorsúszás | 7:08,24  | 3.       | 9.       |          |          |          | kiesett | kiesett   |

* egy másik versenyzővel azonos eredményt ért el

** egy másik versenyzővel azonos eredményt ért el, szétúszás után kiesett.
Női
| Versenyző                                                                                   | Versenyszám                  | Előfutam | Előfutam | Előfutam | Elődöntő | Elődöntő | Elődöntő | Döntő   | Döntő     |
| Versenyző                                                                                   | Versenyszám                  | Idő      | Hely.    | Össz.    | Idő      | Hely.    | Össz.    | Idő     | Helyezés  |
| ------------------------------------------------------------------------------------------- | ---------------------------- | -------- | -------- | -------- | -------- | -------- | -------- | ------- | --------- |
| Bordás Beatrix                                                                              | 50 m pillangóúszás           | 27,13    | 9.       | 35.      | kiesett  | kiesett  | kiesett  | kiesett | kiesett   |
| Dara Eszter                                                                                 | 100 m gyorsúszás             | 56,65    | 8.       | 49.      | kiesett  | kiesett  | kiesett  | kiesett | kiesett   |
| Dara Eszter                                                                                 | 100 m hátúszás               | 1:01,10  | 7.       | 19.      | kiesett  | kiesett  | kiesett  | kiesett | kiesett   |
| Dara Eszter                                                                                 | 50 m pillangóúszás           | 26,68    | 1.       | 25.      | kiesett  | kiesett  | kiesett  | kiesett | kiesett   |
| Dara Eszter                                                                                 | 100 m pillangóúszás          | 58,61    | 4.       | 18.      | kiesett  | kiesett  | kiesett  | kiesett | kiesett   |
| Hosszú Katinka                                                                              | 200 m pillangóúszás          | 2:06,21  | 1.       | 3.       | 2:04,27  | 1.       | 1.       | 2:04,28 | Bronzérem |
| Hosszú Katinka                                                                              | 200 m vegyes úszás           | 2:09,12  | 1.       | 2.       | 2:10,01  | 4.       | 7.       | 2:07,46 | Bronzérem |
| Hosszú Katinka                                                                              | 400 m vegyes úszás           | 4:35,15  | 1.       | 3.       |          |          |          | 4:30,31 | Aranyérem |
| Jakabos Zsuzsanna                                                                           | 200 m hátúszás               | 2:11,75  | 6.       | 17.      | kiesett  | kiesett  | kiesett  | kiesett | kiesett   |
| Jakabos Zsuzsanna                                                                           | 200 m pillangóúszás          | 2:08,63  | 1.       | 16.      | 2:08,34  | 7.       | 14.      | kiesett | kiesett   |
| Jakabos Zsuzsanna                                                                           | 400 m vegyes úszás           | 4:37,47  | 4.       | 8.       |          |          |          | 4:37,85 | 7.        |
| Mutina Ágnes                                                                                | 200 m gyorsúszás             | 1:56,84  | 2.       | 4.       | 1:56,47  | 4.       | 6.       | 1:56,70 | 7.        |
| Pecz Réka                                                                                   | 100 m mellúszás              | 1:10,60  | 4.       | 41.*     | kiesett  | kiesett  | kiesett  | kiesett | kiesett   |
| Tompa Orsolya                                                                               | 100 m pillangóúszás          | 59,85    | 5.       | 33.      | kiesett  | kiesett  | kiesett  | kiesett | kiesett   |
| Verrasztó Evelyn                                                                            | 100 m gyorsúszás             | 53,94    | 3.       | 9.*      | 53,74    | 5.       | 8.       | 53,92   | 8.        |
| Verrasztó Evelyn                                                                            | 200 m gyorsúszás             | 1:57,63  | 3.       | 10.      | 1:56,51  | 5.       | 7.       | 1:57,50 | 8.        |
| Verrasztó Evelyn                                                                            | 200 m vegyes úszás           | 2:11,61  | 3.       | 10.      | 2:09,91  | 3.       | 5.*      | 2:09,98 | 7.        |
| Dara Eszter Verrasztó Evelyn Mutina Ágnes Hosszú Katinka                                    | 4 × 100 m váltó gyorsúszás   | 3:37,64  | 4.       | 8.       |          |          |          | 3:39,53 | 8.        |
| Mutina Ágnes Verrasztó Evelyn Dara Eszter előfutam: Hosszú Katinka döntő: Jakabos Zsuzsanna | 4 × 200 m váltó gyorsúszás   | 7:51,30  | 3.       | 7.       |          |          |          | 7:48,04 | 6.        |
| Dara Eszter Pecz Réka Hosszú Katinka Verrasztó Evelyn                                       | 4 × 100 m váltó vegyes úszás | 4:03,63  | 5.       | 14.      |          |          |          | kiesett | kiesett   |

* egy másik versenyzővel azonos eredményt ért el

## Hosszútávúszás
Férfi
| Versenyző      | Versenyszám | Idő       | Helyezés |
| -------------- | ----------- | --------- | -------- |
| Gercsák Csaba  | 5 km        | 57:07,1   | 15.      |
| Gercsák Csaba  | 10 km       | 1:52:28,0 | 13.      |
| Gyurta Gergely | 5 km        | 58:20,8   | 31.      |

Női
| Versenyző       | Versenyszám | Idő     | Helyezés |
| --------------- | ----------- | ------- | -------- |
| Balogh Vanessza | 5 km        | 59:48,5 | 24.      |

## Műugrás
Női
| Versenyző                     | Versenyszám        | Selejtező | Selejtező | Elődöntő | Elődöntő | Döntő   | Döntő   |
| Versenyző                     | Versenyszám        | Pont      | Hely      | Pont     | Hely     | Pont    | Hely    |
| ----------------------------- | ------------------ | --------- | --------- | -------- | -------- | ------- | ------- |
| Gondos Flóra                  | 1 m műugrás        | 183,40    | 28.       |          |          | kiesett | kiesett |
| Gondos Flóra                  | 3 m műugrás        | 247,25    | 23.       | kiesett  | kiesett  | kiesett | kiesett |
| Kormos Villő                  | 3 m műugrás        | 246,75    | 24.       | kiesett  | kiesett  | kiesett | kiesett |
| Kormos Villő                  | 10 m toronyugrás   | 274,75    | 22.       | kiesett  | kiesett  | kiesett | kiesett |
| Mátyás Melinda                | 10 m toronyugrás   | 274,65    | 23.       | kiesett  | kiesett  | kiesett | kiesett |
| Reisinger Zsófia Gondos Flóra | 3 m szinkronugrás  | 234,96    | 12.       |          |          | 245,19  | 12.     |
| Kormos Villő Reisinger Zsófia | 10 m szinkronugrás | 241,11    | 14.       |          |          | kiesett | kiesett |

## Szinkronúszás
| Versenyző                   | Versenyszám          | Selejtező | Selejtező | Döntő   | Döntő   |
| Versenyző                   | Versenyszám          | Pont      | Hely      | Pont    | Hely    |
| --------------------------- | -------------------- | --------- | --------- | ------- | ------- |
| Stumpf Kata Kovács Dorottya | páros rövid program  | 79,334    | 22.       | kiesett | kiesett |
| Kiss Júlia Győri Júlia      | páros szabad program | 78,333    | 25.       | kiesett | kiesett |

## Vízilabda

### Férfi
| A férfi válogatott kerete: Gergely István, Nagy Viktor, Biros Péter, Gór-Nagy Miklós, Hárai Balázs, Hosnyánszky Norbert, Kis Gábor (vízilabdázó), Kiss Gergely, Madaras Norbert, Szivós Márton, Varga Dániel, Varga Dénes, Varga II. Zsolt. Szövetségi kapitány: Kemény Dénes |

A csoport
| Csapat       | M | Gy | D | V | G+ | G– | Gk  | P |
| ------------ | - | -- | - | - | -- | -- | --- | - |
| Magyarország | 3 | 2  | 1 | 0 | 37 | 18 | +19 | 5 |
| Kanada       | 3 | 2  | 0 | 1 | 23 | 20 | +3  | 4 |
| Németország  | 3 | 1  | 1 | 1 | 25 | 16 | +9  | 3 |
| Dél-Afrika   | 3 | 0  | 0 | 3 | 10 | 41 | –31 | 0 |

| 2009. július 20. 10:50 | Kanada                                 | 6 – 15      | Magyarország                                                                         | Róma, Olaszország Játékvezetők: Patelli (brazil), Mernenko (üzbég) |
| 2009. július 20. 10:50 | (1–4, 1–4, 3–5, 1–2)                   |             |                                                                                      | Róma, Olaszország Játékvezetők: Patelli (brazil), Mernenko (üzbég) |
| 2009. július 20. 10:50 | Graham 4 Kudaba, Constantin-Bicari 1-1 | Jegyzőkönyv | Biros 3 Madaras, Hosnyánszky, Kiss, Varga Zs., Kis 2-2 Varga Dénes, Varga Dániel 1-1 | Róma, Olaszország Játékvezetők: Patelli (brazil), Mernenko (üzbég) |

| 2009. július 22. 18:20 | Magyarország                                        | 7 – 7       | Németország                                           | Róma, Olaszország Játékvezetők: Peris (horvát), Borrell (spanyol) |
| 2009. július 22. 18:20 | (2–3, 1–0, 2–1, 2–3)                                |             |                                                       | Róma, Olaszország Játékvezetők: Peris (horvát), Borrell (spanyol) |
| 2009. július 22. 18:20 | Hosnyánszky 3 Varga Dániel, Kis, Madaras, Biros 1-1 | Jegyzőkönyv | Politze, Savic 2-2 Schlotterbeck, Mackeben, Stamm 1-1 | Róma, Olaszország Játékvezetők: Peris (horvát), Borrell (spanyol) |

| 2009. július 24. 13:30 | Dél-Afrika                                         | 5 – 15      | Magyarország                                                                                     | Róma, Olaszország Játékvezetők: Szadekov (orosz), Wengenroth (svájci) |
| 2009. július 24. 13:30 | (1–6, 1–3, 1–4, 2–2)                               |             |                                                                                                  | Róma, Olaszország Játékvezetők: Szadekov (orosz), Wengenroth (svájci) |
| 2009. július 24. 13:30 | E. le Roux, Ridley, O'Brien, P. le Roux, Woods 1-1 | Jegyzőkönyv | Varga Dénes 4 Varga Zs. 3 Biros 2 Szivós, Madaras, Varga Dániel Gór-Nagy, Hosnyánszky, Hárai 1-1 | Róma, Olaszország Játékvezetők: Szadekov (orosz), Wengenroth (svájci) |

Negyeddöntő
| 2009. július 28. 14:00 | Magyarország                                         | 9 – 10 (h. u.) | Szerbia                                              | Róma, Olaszország Játékvezetők: Gomez (olasz), Borrell (spanyol) |
| 2009. július 28. 14:00 | (2–4, 1–1, 4–2, 1–1, 1–1, 0–1)                       |                |                                                      | Róma, Olaszország Játékvezetők: Gomez (olasz), Borrell (spanyol) |
| 2009. július 28. 14:00 | Kiss 3 Madaras, Varga Dénes 2-2 Hosnyánszky, Kis 1-1 | Jegyzőkönyv    | Udovicsics, Pralinovics 3-3 Aleksics, Filipovics 2-2 | Róma, Olaszország Játékvezetők: Gomez (olasz), Borrell (spanyol) |

Az 5–8. helyért
| 2009. július 30. 11:40 | Magyarország                                                                        | 13 – 8      | Románia                                                                  | Róma, Olaszország Játékvezetők: Borrell (spanyol), Szadekov (orosz) |
| 2009. július 30. 11:40 | (3–1, 3–3, 4–2, 3–2)                                                                |             |                                                                          | Róma, Olaszország Játékvezetők: Borrell (spanyol), Szadekov (orosz) |
| 2009. július 30. 11:40 | Kiss 3 Madaras, Varga Dániel, Biros 2-2 Szivós, Varga Dénes, Hosnyánszky, Hárai 1-1 | Jegyzőkönyv | Radu, Negrean, Diaconu, Iosep, Andrei Dina, Georgescu, Ghiban, Kadar 1-1 | Róma, Olaszország Játékvezetők: Borrell (spanyol), Szadekov (orosz) |

Az 5. helyért
| 2009. augusztus 1. 10:40 | Magyarország                                                            | 9 – 6       | Németország                      | Róma, Olaszország Játékvezetők: Peris (horvát), Stravropoulos (görög) |
| 2009. augusztus 1. 10:40 | (4–1, 1–0, 3–1, 1–4)                                                    |             |                                  | Róma, Olaszország Játékvezetők: Peris (horvát), Stravropoulos (görög) |
| 2009. augusztus 1. 10:40 | Hosnyánszky 3 Szivós, Madaras, Varga Dénes, Kiss, Varga Dániel, Kis 1-1 | Jegyzőkönyv | Polizte 3 Savic, Real, Oeler 1-1 | Róma, Olaszország Játékvezetők: Peris (horvát), Stravropoulos (görög) |

| Csapat       | Helyezés |
| ------------ | -------- |
| Magyarország | 5.       |

### Női
| A női válogatott kerete: Gyöngyössy Anikó, Horváth Patrícia, Brávik Fruzsina, Drávucz Rita, Keszthelyi Rita, Kisteleki Dóra, Pelle Anikó, Poszkoli Rita, Szűcs Gabriella, Takács Orsolya, Tomaskovics Eszter, Tóth Ildikó, Valkai Ágnes. Szövetségi kapitány: Petrovics Mátyás |

A csoport
| Csapat       | M | Gy | D | V | G+ | G– | Gk  | P |
| ------------ | - | -- | - | - | -- | -- | --- | - |
| Magyarország | 3 | 3  | 0 | 0 | 36 | 17 | +19 | 6 |
| Olaszország  | 3 | 2  | 0 | 1 | 36 | 21 | +15 | 4 |
| Kína         | 3 | 1  | 0 | 2 | 45 | 27 | +18 | 2 |
| Üzbegisztán  | 3 | 0  | 0 | 3 | 14 | 66 | –52 | 0 |

| 2009. július 19. 09:30 | Kína                                              | 7 – 10      | Magyarország                                                        | Róma, Olaszország Játékvezetők: Reemnet (holland), Stravropulos (görög) |
| 2009. július 19. 09:30 | (2–2, 2–5, 1–3, 2–0)                              |             |                                                                     | Róma, Olaszország Játékvezetők: Reemnet (holland), Stravropulos (görög) |
| 2009. július 19. 09:30 | Sun Yu Jun, Wang Yi, Ma Huanhuan 2-2 Sun Yating 1 | Jegyzőkönyv | Drávucz 3 Szűcs 2 Pelle, Valkay, Takács, Tomaskovics, Kisteleki 1-1 | Róma, Olaszország Játékvezetők: Reemnet (holland), Stravropulos (görög) |

| 2009. július 21. 21:00 | Magyarország                                                           | 8 – 5       | Olaszország                                    | Róma, Olaszország Játékvezetők: Turcotte (kanadai), Matache (román) |
| 2009. július 21. 21:00 | (1–2, 2–2, 2–1, 3–0)                                                   |             |                                                | Róma, Olaszország Játékvezetők: Turcotte (kanadai), Matache (román) |
| 2009. július 21. 21:00 | Pelle 2 Szűcs, Tomaskovics, Drávucz, Valkay, Kisteleki, Keszthelyi 1-1 | Jegyzőkönyv | Bianconi 2 Frassinetti, Casanova, Di Mario 1-1 | Róma, Olaszország Játékvezetők: Turcotte (kanadai), Matache (román) |

| 2009. július 23. 17:00 | Üzbegisztán                             | 5 – 18      | Magyarország                                                                              | Róma, Olaszország Játékvezetők: Knights (új-zélandi), Moner (egyiptomi) |
| 2009. július 23. 17:00 | (2–4, 0–3, 0–4, 3–7)                    |             |                                                                                           | Róma, Olaszország Játékvezetők: Knights (új-zélandi), Moner (egyiptomi) |
| 2009. július 23. 17:00 | Gorodcsanina, Plijuszova 2-2 Gibazova 1 | Jegyzőkönyv | Brávik 4 Drávucz, Pelle 3-3 Kisteleki, Szűcs 2-2 Tóth, Keszthelyi, Valkai, Gyöngyössy 1-1 | Róma, Olaszország Játékvezetők: Knights (új-zélandi), Moner (egyiptomi) |

Negyeddöntő
| 2009. július 27. 14:00 | Magyarország                               | 7 – 9       | Kanada                                            | Róma, Olaszország Játékvezetők: Margeta (szlovén), Patelli (brazil) |
| 2009. július 27. 14:00 | (2–2, 2–2, 1–3, 2–2)                       |             |                                                   | Róma, Olaszország Játékvezetők: Margeta (szlovén), Patelli (brazil) |
| 2009. július 27. 14:00 | Drávucz, Szűcs 2-2 Pelle, Takács, Tóth 1-1 | Jegyzőkönyv | Perreault 3 Csikos, Robinson 2-2 Alogbo, Radu 1-1 | Róma, Olaszország Játékvezetők: Margeta (szlovén), Patelli (brazil) |

Az 5–8. helyért
| 2009. július 29. 11:40 | Magyarország                                                      | 9 – 10      | Hollandia                                                                 | Róma, Olaszország Játékvezetők: Rotsart (amerikai), Stravropoulos (görög) |
| 2009. július 29. 11:40 | (1–3, 1–2, 5–1, 2–4)                                              |             |                                                                           | Róma, Olaszország Játékvezetők: Rotsart (amerikai), Stravropoulos (görög) |
| 2009. július 29. 11:40 | Kisteleki, Drávucz, Keszthelyi 2-2 Tomaskovics, Szűcs, Valkai 1-1 | Jegyzőkönyv | M. Cabout 3 van Belkum, van der Sloot 2-2 Smit, J. Cabout, Guichelaar 1-1 | Róma, Olaszország Játékvezetők: Rotsart (amerikai), Stravropoulos (görög) |

A 7. helyért
| 2009. július 31. 09:00 | Magyarország                                        | 11 – 6      | Spanyolország                              | Róma, Olaszország Játékvezetők: Flahive (ausztrál), Shivej (kínai) |
| 2009. július 31. 09:00 | (4–3, 3–1, 3–1, 1–1)                                |             |                                            | Róma, Olaszország Játékvezetők: Flahive (ausztrál), Shivej (kínai) |
| 2009. július 31. 09:00 | Drávucz 4 Tomaskovics, Szűcs, Pelle 2-2 Kisteleki 1 | Jegyzőkönyv | Pareja 2 Gil, C. Lopez, Pena, L. Lopez 1-1 | Róma, Olaszország Játékvezetők: Flahive (ausztrál), Shivej (kínai) |

| Csapat       | Helyezés |
| ------------ | -------- |
| Magyarország | 7.       |